# Bingcun
Bingcun (kinesiska: 丙村) är en köping i sydöstra Kina. Den ligger i stadsdistriktet Meixian i staden Meizhou i provinsen Guangdong, omkring 340 kilometer nordost om provinshuvudstaden Guangzhou. Antalet invånare är 36 526. Befolkningen består av 18 349 kvinnor och 18 177 män. Barn under 15 år utgör 14,0 %, vuxna 15-64 år 73 %, och äldre över 65 år 12,0 %.